# Vienna (Maine)
Vienna és una població dels Estats Units a l'estat de Maine (EUA). Segons el cens del 2000 tenia 527 habitants.

## Demografia
Segons el cens del 2000, Vienna tenia 527 habitants, 214 habitatges, i 154 famílies. La densitat de població era de 8,4 habitants/km².
Dels 214 habitatges en un 30,4% hi vivien nens de menys de 18 anys, en un 63,1% hi vivien parelles casades, en un 5,6% dones solteres, i en un 28% no eren unitats familiars. En el 22,4% dels habitatges hi vivien persones soles el 7% de les quals corresponia a persones de 65 anys o més que vivien soles. El nombre mitjà de persones vivint en cada habitatge era de 2,46 i el nombre mitjà de persones que vivien en cada família era de 2,92.
Per edats la població es repartia de la següent manera: un 23,1% tenia menys de 18 anys, un 6,8% entre 18 i 24, un 25% entre 25 i 44, un 35,9% de 45 a 60 i un 9,1% 65 anys o més.
L'edat mediana era de 43 anys. Per cada 100 dones de 18 o més anys hi havia 99,5 homes.
La renda mediana per habitatge era de 36.985 $ i la renda mediana per família de 41.146 $. Els homes tenien una renda mediana de 30.469 $ mentre que les dones 21.818 $. La renda per capita de la població era de 15.987 $. Entorn del 5,7% de les famílies i el 9,3% de la població estaven per davall del llindar de pobresa.